# Cölestin Vogler
Cölestin Vogler (* in Wolfach; † April 1749 in St. Blasien) war vom 9. August 1747 bis Oktober 1749 Fürstabt des Klosters St. Blasien im Schwarzwald. 
Von 1735 bis 1739 war er Propst der Propstei Klingnau. Die Fertigstellung des neuen Verwaltungsgebäudes (1746–1753) erlebte er nicht mehr, auch nicht den im Frühling 1749 begonnenen Bau des Pfarrhaus Waldshut durch Ferdinand Weitzenegger.

## Wappen
Unter einem Schildhaupt mit Wolkenschnitt ein auf einem Felsen sitzender Vogel. 